# 芝加哥式热狗
芝加哥式热狗（Chicago-style hot dog, Chicago Dog, 或 Chicago Red Hot）是起源于美国芝加哥的一種特色熱狗，在罌粟籽麵包中加入全牛肉热狗香腸而成。热狗內的配菜通常加有芥末、碎洋葱、醃酸瓜醬、蒔蘿泡菜、番茄（切片或塊）、醃漬辣椒，芹菜籽调味盐。組合起來的熱狗堡有各種豐富配料，因此被形容為「拖過花園（dragged through the garden）」。烹調方式則常依販售者的喜好而有不同。大部分都是用蒸或水煮，碳烤則較少見（稱為char-dogs）。
正統芝加哥式熱狗裡不會有番茄醬，很多芝加哥人和熱狗愛好者都認為絕對不可以加番茄醬。有些芝加哥的熱狗攤販也不會提供番茄醬。

## 歷史
芝加哥式香腸上的獨特配料有多種由來，位於馬克士威街（ Maxwell Street）的Fluky's，據說是1929年「大蕭條三明治（熱狗）」的創始店。現在很常見的維也納牛肉牌香腸（Vienna Beef）在1893年芝加哥哥倫布紀念博覽會首次販售，而Fluky's的兩位老闆都是猶太人，也許是不含豬肉的香腸及符合猶太律法特色的原因。

## 種類變化
維也納牛肉牌香腸（Vienna Beef）和 Red Hot Chicago這兩個芝加哥熱狗香腸製造商，是「拖過花園（dragged through the garden）」式熱狗的促銷推手，但是也不乏例外，攤販有時候會加小黃瓜片或生菜，不用罌粟籽麵包或芹菜籽鹽，甚至只加普通酸黃瓜或用無腸衣熱狗。幾個受歡迎的熱狗攤會提供較簡單的版本：蒸天然腸衣香腸，只加芥末、洋蔥、普通醃黃瓜和辣椒，再包入手切薯條； 歷史悠久的「超級熱狗（Superdawg）」則會代以醃番茄，以增添清爽口感。Portillo's以及其他店家，販售一種添加起司醬的芝加哥式熱狗，稱為乳酪熱狗。

## 做法
芝加哥式熱狗香腸在添加配料前會先用熱水煮或蒸過。另一種碳烤的方式則較少見（稱為char-dogs）。碳烤熱狗很容易辨認，因為這種熱狗在烹調前都會像思華力腸一樣，兩端切開成十字形，煮熟後呈「捲曲的Ｘ形」。有些店家如Ｗieners Circle，就只賣碳烤熱狗。
典型的牛肉熱狗重1/8 磅或2盎司（57公克），最傳統的特色就是用天然腸衣，所以咬下時會有獨特的脆口感。
使用高麩質含量的麵包，這樣才能在蒸氣加熱時維持形狀，通常是用Alpha烘焙公司的S. Rosen's Mary Ann牌麵包。